# Juno Award/Single of the Year
Der Juno Award für die Single of the Year wird seit 1974 für die beste Single eines kanadischen Künstlers vergeben. Der Award wurde auch als Best Single und Best Selling Single vergeben. Der Preis wird an den Künstler vergeben.

## Best Single (1974)
| Jahr                | Gewinner          | Song               | Nominierte | Quelle |
| ------------------- | ----------------- | ------------------ | --- | ------ |
| 1974 - Pop          | Terry Jacks       | Seasons in the Sun | - Gary and Dave – Could You Ever Love Me Again - Lighthouse – Pretty Lady - Anne Murray – Danny's Song - Ian Thomas – Painted Ladies           |        |
| 1974 - Contemporary | Terry Jacks       | Seasons in the Sun | - Cliff Edwards – Carpenter of Wood - Peter Foldy – Bondi Junction - Gary and Dave – Could You Ever Love Me Again - Anne Murray – Danny's Song |        |
| 1974 - Country      | Murray McLauchlan | Farmer's Song      | - Alabama – Highway Driving - Cliff Edwards – Carpenter of Wood - Jim and Don Haggart – He - George Hamilton IV – Dirty Old Man                |        |
| 1974 - Folk         | Murray McLauchlan | Farmer's Song      | - Gordon Lightfoot – You Are What I Am - Dave Nicol – Goodbye Mama - Valdy – A Good Song - Valdy – Simple Man                                  |        |

## Best Selling Single (1975–1979)
| Jahr | Gewinner                 | Song                       | Nominierte | Quelle |
| ---- | ------------------------ | -------------------------- | --- | ------ |
| 1975 | Terry Jacks              | Seasons in the Sun         | - Paul Anka – You're Having My Baby - Bachman-Turner Overdrive – You Ain’t Seen Nothing Yet - Andy Kim – Rock Me Gently - Wednesday – Last Kiss      |        |
| 1976 | Bachman-Turner Overdrive | You Ain't Seen Nothing Yet | - Paul Anka – I Don't Like to Sleep Alone - Hagood Hardy – The Homecoming - The Stampeders – Hit the Road Jack                                       |        |
| 1977 | Sweeney Todd             | Roxy Roller                | - André Gagnon – Wow - Patsy Gallant – From New York to L.A. - THP Orchestra – Theme from S.W.A.T.                                                   |        |
| 1978 | Patsy Gallant            | Sugar Daddy                | - April Wine – You Won't Dance With Me - Dan Hill – Sometimes When We Touch - Patrick Norman – Let's Try Once More - The Raes – Que Sera, Sera       |        |
| 1979 | Nick Gilder              | Hot Child in the City      | - Burton Cummings – Break It to Them Gently - Dan Hill – Sometimes When We Touch - Anne Murray – You Needed Me - Martin Stevens – Love Is in the Air |        |

## Single of the Year (1980–1998)
| Jahr | Gewinner                           | Song                               | Nominierte | Quelle                             |
| ---- | ---------------------------------- | ---------------------------------- | --- | ---------------------------------- |
| 1980 | Anne Murray                        | I Just Fall In Love Again          | - Claudja Barry – Boogie Woogie Dancin Shoes - Freddie James – (Everybody) Get Up and Boogie - Martin Stevens – Midnight Music - Streetheart – Under My Thumb |                                    |
| 1981 | Martha and the Muffins             | Echo Beach                         | - Burton Cummings – Fine State of Affairs - Doug and the Slugs – Too Bad - The Move - The Rovers – Wasn't That a Party                                        |                                    |
| 1981 | Anne Murray                        | Could I Have This Dance            | - Burton Cummings – Fine State of Affairs - Doug and the Slugs – Too Bad - The Move - The Rovers – Wasn't That a Party                                        |                                    |
| 1982 | Loverboy                           | Turn Me Loose                      | - Baron Longfellow – Amour - Chilliwack – My Girl - Powder Blues – Thirsty Ears - Rough Trade – High School Confidential                                      |                                    |
| 1983 | Payola$                            | Eyes of a Stranger                 | - Loverboy – Working for the Weekend - Rush – New World Man - Straight Lines – Letting Go - Toronto – Your Daddy Don't Know                                   |                                    |
| 1984 | Parachute Club                     | Rise Up                            | - Bryan Adams – Cuts Like a Knife - Bryan Adams – Straight from the Heart - Corey Hart – Sunglasses at Night - Men Without Hats – The Safety Dance            |                                    |
| 1985 | Corey Hart                         | Never Surrender                    | - Bryan Adams – Run to You - Gowan – A Criminal Mind - Luba – Let It Go - Gino Vannelli – Black Cars                                                          |                                    |
| 1986 | Glass Tiger                        | Don't Forget Me (When I'm Gone)    | - Bryan Adams – Diana - Corey Hart – Everything in My Heart - Platinum Blonde – Crying Over You - Martine St. Clair – L’Amour est dans tes yeux               |                                    |
| 1987 | Glass Tiger                        | Someday                            | - Bryan Adams – Heat of the Night - Corey Hart – Can’t Help Falling in Love - Kim Mitchell – Patio Lanterns - Nuance – Vivre dans la nuit                     |                                    |
| 1988 | 1988 gab es keine Preisverleihung. | 1988 gab es keine Preisverleihung. | 1988 gab es keine Preisverleihung. | 1988 gab es keine Preisverleihung. |
| 1989 | Blue Rodeo                         | Try                                | - Glass Tiger – Diamond Sun - Luba – When a Man Loves a Woman - Men Without Hats – Pop Goes the World - Sway – Hands Up (Give Me Your Heart)                  |                                    |
| 1990 | Alannah Myles                      | Black Velvet                       | - The Grapes of Wrath – All the Things I Wasn't - Candi – Under Your Spell - Kim Mitchell – Rock n Roll Duty - Alannah Myles – Love Is                        |                                    |
| 1991 | Colin James                        | Just Came Back                     | - Alias – More Than Words Can Say - Maestro Fresh-Wes – Let Your Backbone Slide - MCJ and Cool G – So Listen - The Northern Pikes – She Ain't Pretty          |                                    |
| 1992 | Tom Cochrane                       | Life Is a Highway                  | - Bryan Adams – Can't Stop This Thing We Started - Bryan Adams – (Everything I Do) I Do It for You - Alanis Morissette – Too Hot - Glass Tiger – Animal Heart |                                    |
| 1993 | Céline Dion and Peabo Bryson       | Beauty and the Beast               | - Bryan Adams – Thought I'd Died and Gone to Heaven - Barenaked Ladies – Enid - Celine Dion – If You Asked Me To - Alannah Myles – Song Instead of a Kiss     |                                    |
| 1994 | The Rankin Family                  | Fare Thee Well Love                | - Celine Dion – Love Can Move Mountains - The Tragically Hip – Courage - Michelle Wright – He Would Be Sixteen - Neil Young – Harvest Moon                    |                                    |
| 1995 | Jann Arden                         | Could I Be Your Girl               | - Bryan Adams – Please Forgive Me - Crash Test Dummies – Mmm Mmm Mmm Mmm - Celine Dion – The Power of Love - Moist – Push                                     |                                    |
| 1996 | Alanis Morissette                  | You Oughta Know                    | - Bryan Adams – Have You Ever Really Loved a Woman? - Susan Aglukark – O Siem - Jann Arden – Insensitive - Shania Twain – Any Man of Mine                     |                                    |
| 1997 | Alanis Morissette                  | Ironic                             | - Celine Dion – Because You Loved Me - Ashley MacIsaac – Sleepy Maggie - Amanda Marshall – Birmingham - The Tragically Hip – Ahead by a Century               |                                    |
| 1998 | Sarah McLachlan                    | Building a Mystery                 | - Jann Arden – The Sound Of - Bran Van 3000 – Drinking in L.A. - Amanda Marshall – Dark Horse - Our Lady Peace – Clumsy                                       |                                    |

## Best Single (1999–2002)
| Jahr | Gewinner           | Song              | Nominierte | Quelle |
| ---- | ------------------ | ----------------- | --- | ------ |
| 1999 | Barenaked Ladies   | One Week          | - Céline Dion – My Heart Will Go On - Matthew Good Band – Apparitions - Sarah McLachlan – Adia - Philosopher Kings – Hurts to Love You |        |
| 2000 | The Tragically Hip | Bobcaygeon        | - Len – Steal My Sunshine - Matthew Good Band – Hello Time Bomb - Prozzäk – Sucks to Be You - The Tea Party – Heaven Coming Down       |        |
| 2001 | Nelly Furtado      | I’m Like a Bird   | - Barenaked Ladies – Pinch Me - Jacksoul – Can't Stop - soulDecision – Faded - Treble Charger – American Psycho                        |        |
| 2002 | Nickelback         | How You Remind Me | - Amanda Marshall – Everybody's Got a Story - Our Lady Peace – Life - Sloan – If It Feels Good Do It - Wave – California               |        |

## Single of the Year (seit 2003)
| Jahr | Gewinner                        | Song                            | Nominierte | Quelle |
| ---- | ------------------------------- | ------------------------------- | --- | ------ |
| 2003 | Avril Lavigne                   | Complicated                     | - Blue Rodeo – Bulletproof - Céline Dion – A New Day Has Come - Our Lady Peace – Somewhere Out There - Sam Roberts – Brother Down                   |        |
| 2004 | Nelly Furtado                   | Powerless (Say What You Want)   | - Billy Talent – Try Honesty - Nickelback – Someday - Our Lady Peace – Innocent - Shaye – Happy Baby                                                |        |
| 2005 | k-os                            | Crabbuckit                      | - Billy Talent – River Below - Finger Eleven – One Thing - The Trews – Not Ready to Go - Shania Twain with Mark McGrath – Party for Two             |        |
| 2006 | Michael Bublé                   | Home                            | - Bedouin Soundclash – When the Night Feels My Song - Feist – Inside and Out - k-os – Man I Used to Be - Nickelback – Photograph                    |        |
| 2007 | Nelly Furtado ft Timbaland      | Promiscuous                     | - Billy Talent – Devil in a Midnight Mass - Jim Cuddy – Pull Me Through - k-os – Sunday Morning - Chantal Kreviazuk – All I Can Do                  |        |
| 2008 | Feist                           | 1234                            | - Jully Black – Seven Day Fool - Michael Bublé – Everything - Finger Eleven – Paralyzer - Avril Lavigne – Girlfriend                                |        |
| 2009 | Kardinal Offishall              | Dangerous                       | - Divine Brown – Lay It on the Line - Michael Bublé – Lost - Céline Dion – Taking Chances - Nickelback – Gotta Be Somebody                          |        |
| 2010 | Michael Bublé                   | Haven't Met You Yet             | - Billy Talent – Rusted from the Rain - Classified – Anybody Listening - Drake – Best I Ever Had - The Tragically Hip – Love Is a First             |        |
| 2011 | Young Artists for Haiti         | Wavin' Flag                     | - Classified – Oh...Canada - Drake – Find Your Love - Hedley – Perfect - k.d. lang – Hallelujah (Vancouver Winter 2010)                             |        |
| 2012 | The Sheepdogs                   | I Don't Know                    | - City and Colour – Fragile Bird - Hedley – Invincible - Nickelback – When We Stand Together - Johnny Reid – Let's Go Higher                        |        |
| 2013 | Carly Rae Jepsen                | Call Me Maybe                   | - Billy Talent – Viking Death March - Hedley – Kiss You Inside Out - Serena Ryder – Stompa - The Sheepdogs – The Way It Is                          |        |
| 2014 | Tegan and Sara                  | Closer                          | - Arcade Fire – Reflektor - Classified ft. David Myles – Inner Ninja - Michael Bublé – It's a Beautiful Day - Serena Ryder – What I Wouldn't Do     |        |
| 2015 | Magic!                          | Rude                            | - Drake feat. Majid Jordan – Hold On, We're Going Home - Hedley – Crazy for You - Kiesza – Hideaway - Sam Roberts Band – We're All in This Together |        |
| 2016 | The Weeknd                      | Can't Feel My Face              | - Alessia Cara – Here - Drake – Hotline Bling - Justin Bieber – What Do You Mean? - Ria Mae – Clothes Off                                           |        |
| 2017 | The Strumbellas                 | Spirits                         | - Alessia Cara – Wild Things - Drake feat. Wizkid & Kyla – One Dance - Shawn Mendes – Treat You Better - The Weeknd feat. Daft Punk – Starboy       |        |
| 2018 | Shawn Mendes                    | There's Nothing Holdin' Me Back | - Arcade Fire – Everything Now - Arkells – Knocking at the Door - Alessia Cara – How Far I’ll Go - The Weeknd – I Feel It Coming                    |        |
| 2019 | Shawn Mendes                    | In My Blood                     | - bülow – Not a Love Song - Alessia Cara – Growing Pains - Loud Luxury – Body - The Weeknd feat. Kendrick Lamar – Pray for Me                       |        |
| 2020 | Shawn Mendes and Camila Cabello | Señorita                        | - Bülow – Sweet Little Lies - Alessia Cara – Out of Love - Scott Helman – Hang Ups - Lennon Stella – La Di Da                                       | [ 2 ]  |